# 13. Streichquartett (Beethoven)

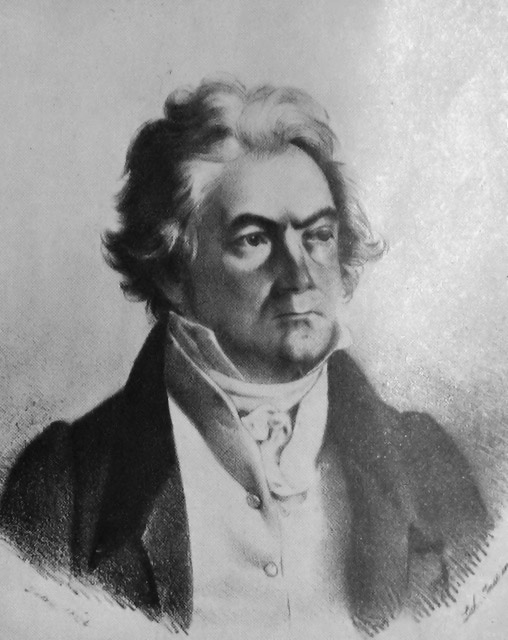
Beethoven-Porträt von Johann Decker aus dem Jahr 1824.

Das Streichquartett Nr. 13 B-Dur op. 130 ist ein Streichquartett von Ludwig van Beethoven.
Das vom russischen Fürsten Nikolai Borissowitsch Golizyn, einem Cellisten aus Liebhaberei, in Auftrag gegebene und ihm auch gewidmete Quartett enthielt in seiner ursprünglichen Fassung als Finalsatz die Große Fuge B-Dur, die später unter der Opus-Nummer 133 als eigenständiges Werk herausgegeben wurde.

## Entstehung
Das Streichquartett entstand im Auftrag des russischen Fürsten Nikolai Borissowitsch Golizyn aus Sankt Petersburg, der drei Quartette bei Beethoven bestellte. Der Auftrag erreichte Beethoven in einer Zeit, in der er ohnehin den Wunsch hegte, wieder für die Gattung des Streichquartetts zu komponieren. So entstand das Quartett op. 130 im Januar 1826 als letztes der drei vom Fürsten in Auftrag gegebenen Quartette; die beiden zuerst entstandenen Quartette waren das Streichquartett Nr. 12 Es-Dur op. 127 (Januar 1825) sowie das Streichquartett Nr. 15 in a-Moll op. 132 (Juli 1825).
Beethoven hatte soviel Eifer für die Komposition von Streichquartetten entwickelt, dass er nach Vollendung der drei Golizyn-Quartette noch zwei weitere komponierte, nämlich die Streichquartette Nr. 14 (cis-Moll) op. 131 (Juli 1826) und Nr. 16 (F-Dur) op. 135 (Oktober 1826), wobei letzteres zugleich Beethovens letzte abgeschlossene Komposition wurde, da er wenige Monate nach der Vollendung starb.
Laut einer eigenen Notiz plante Beethoven sein „letztes quartett“ (gemeint war das letzte für den Fürsten Golizyn bestimmte Quartett) „mit einer ernsthaftigen und schwergängigen Einleitung“ zu versehen. Dies belegt, dass Beethoven mit der Komposition des ersten Satzes sowie des Finales begann, um für das Quartett einen Rahmen zu schaffen.

## Satzbezeichnungen
1. Adagio ma non troppo – Allegro (B-Dur)
2. Presto (b-moll)
3. Andante con moto, ma non troppo (Des-Dur)
4. Alla danza tedesca. Allegro assai (G-Dur)
5. Cavatina. Adagio molto espressivo – attacca (Es-Dur)
6. Finale. Allegro (B-Dur)

## Zur Musik
Die drei für Fürst Golizyn komponierten Quartette weisen eine Parallele zu den „Rasumowsky-Quartetten“ auf. In beiden Fällen steht jeweils das mittlere Quartett in einer Moll-Tonart, während die beiden anderen in Dur stehen.

### Erster Satz
Dem Satz liegt, wie den ersten Sätzen des Streichquartett Nr. 14 cis-Moll op. 131 und des Streichquartett Nr. 15 in a-Moll op. 132, die Viertongruppe gis-a-f-e zugrunde. Emil Platen meint hierzu: „Daraus jedoch ableiten zu wollen, es handle sich um einen Sinnzusammenhang der drei Quartette, um eine Einheit höherer Ordnung, einen ›riesenhaften Zyklus‹, der dann ja auch eigentlich in ununterbrochener Folge aufgeführt werden müßte, halte ich für verfehlt.“. Lewis Lockwood wies darauf hin, dass dieses Thema dem der Fuge Nr. 4 cis-moll aus dem ersten Band von Johann Sebastian Bachs „Wohltemperiertem Klavier“ ähnlich ist.
Der erste Satz beinhaltet drei Themen: Eine Figur in Sechzehntelfigurationen, einen kontrapunktierenden Ruf von Art einer Fanfare, während das dritte Thema von elegisch-lyrischer Art ist.
Der Sonatensatzcharakter des Satzes ist nur angedeutet, da sein Allegro mehrfach von dem den Satz einleitenden Adagio unterbrochen wird. Der Satz enthält insgesamt 15 Wechsel vom 3/4-Takt des Adagios zum 4/4-Takt des Allegros. Anders als das Andante dieses Satzes ist das Allegro von indifferentem Charakter, da seine Motivsubstanz unscheinbar und konventionell erscheint und erst durch die intellektuelle Satzgestaltung aufgewertet wird. Letzteres lässt sich mit dem Kopfsatz von Beethovens Streichquartett Nr. 9 C-Dur op. 59,3 vergleichen.

### Zweiter Satz
Der zweite Satz, ein Presto, hat die Funktion eines Scherzo. Der mit zweimal acht Takten extrem kurze Scherzoteil enthält ein einfaches, viertöniges Motiv von der Art eines Gassenhauers. Dieses Thema wird einem aus Sforzati bestehenden Thema gegenübergestellt.

### Dritter Satz
Trotz der Tempobezeichnung „Andante“ hat der dritte Satz nicht dieselbe ernste, feierliche Tiefe wie die Andante-Sätze der ersten beiden Golizyn-Quartette, wie Beethoven mit dem Zusatz „con moto, ma non troppo“ betont.
Der aus drei Teilen bestehende Satz kombiniert Variationen- und Sonatensatz. Wie Beethoven gegenüber seinem Freund Karl Holz, der auch im Beethoven nahestehenden Schuppanzigh-Quartett als zweiter Violinist spielte, äußerte, ist dieser Satz im „durchbrochenen Stil“ geschrieben. Karl Holz meint, es sei „die Vertheilung der Rollen gemeint“, als Beethoven ihm sagte: „Sie werden eine neue Art der Stimmführung bemerken.“
Im ersten Teil des Satzes geht ein melancholisches Motiv der direkt danach einsetzenden Scherzando-Stimmung voraus. Der zweite Teil des Satzes steht in Des-Dur und ist eine variierte Reprise des ersten Teils. Der dritte Teil ist eine Coda mit Elementen einer Durchführung und wechselt zwischen Heiterkeit und Melancholie. Das Einleitungsmotiv des Satzes erklingt erneut und wird von Tritonus-Intervallen und kleinen melancholischen Sekunden gefolgt, bevor der Satz heiter endet.

### Vierter Satz
Der vierte Satz war ursprünglich für das Streichquartett Nr. 15 in a-Moll op. 132 gedacht. Er ist im Stil des „Teutschen“, einer Vorform des Walzers, geschrieben. Die volkstümliche schlichte Stimmung des Satzes wird zum Beispiel durch eine unruhige Dynamik sowie Crescendi mit einem Subitopiano-Ende gestört. Dies äußert sich auch in der einem Zerfallsprozess unterliegenden Coda, bis erst am Ende des Satzes die Idylle mühsam zurückkehrt.

### Fünfter Satz

Cavatine; Bleistiftzeichnung von Hermann Voss, Bratscher des Melos Quartetts, 1985

Der fünfte Satz ist eine lyrische, ausdrucksstarke und vokal angelegte Cavatine. Karl Holz berichtete, dass dieser Satz (der sich als eines von mehreren Musikstücken auf der Voyager Golden Record an der 1977 gestarteten Raumsonde Voyager 2 befindet, die möglicherweise existierende außerirdische Lebensformen von der Existenz der Menschen informieren soll) für Beethoven die „Krone aller Quartettsätze und sein Lieblingsstück“ war: „Er hat sie wirklich unter Thränen der Wehmuth komponirt, und gestand mir, daß noch nie seine eigene Musik einen solchen Eindruck auf ihn hervorgebracht habe, und daß selbst das Zurückempfinden dieses Stückes, ihm immer neue Thränen koste“.
Wie auch in den vorangegangenen Quartetten setzte Beethoven auch hier, wie in seinem Spätwerk üblich, vokale Techniken ein, um einen direkten und schlichten Ausdruck zu erreichen. Dies zeigt sich darin, dass die 1. Violine den ganzen Satz über innerhalb des Tonumfanges der menschlichen Stimme bleibt.
Der Satz ist in drei Teile geteilt: Der Hauptteil wird von einem, wie Beethoven es nannte, „beklemmten“ Mittelteil gefolgt, bevor in der Wiederholung des Hauptteils das Cantabile des Satzanfanges wieder zurückkehrt.
Der Hauptteil besteht aus zwei Abschnitten, die beide wiederholt werden. Dabei ist die Wiederholung des ersten Hauptteilabschnittes, des A-Teils, sehr viel freier als die Wiederholung des zweiten Hauptteilabschnittes, des B-Teils. Der Mittelteil des Satzes ist rezitativisch und steht im pianissimo. Pausen und übergebundene Noten in der ersten Violine führen dazu, dass nur viermal eine Note und eine Begleittriole zusammenfallen. Es folgt die Wiederholung des Hauptteils, die Hauptteil-Reprise. In dieser Reprise wird der A-Teil fast unverändert wiederholt. Ihm folgt eine Coda, die noch freier ausgearbeitet ist als die Wiederholung des B-Teils im ersten Hauptteil des Satzes.

### Sechster Satz
Die ursprünglich das Finale des Quartetts bildende Fuge veröffentlichte Beethoven ein halbes Jahr nach Komposition des Quartetts als „Große Fuge op. 133 B-Dur“ (für weitergehende Informationen zur „Großen Fuge“ siehe dort). Ersetzt wurde die „Große Fuge“ durch ein Rondo-Finale in volkstümlichem Gassenhauer-Charakter.
Das Hauptthema der Exposition wird von einfachen Murkybässen begleitet. Im Verlauf der Exposition sind viele kleine Scherzando-Elemente isoliert aneinander gereiht. In der Durchführung bricht mitten in die Verarbeitung des Hauptthemas ein kantables As-Dur-Thema herein. Die Reprise unterscheidet sich von der Exposition in einigen Details, z. B. den vertauschten Stimmen. In der Coda wird das Thema intensiver verarbeitet als in der Durchführung, so dass die Coda den Schwerpunkt des Satzes bildet.

## Wirkung
Im Januar 1826 begann das Schuppanzigh-Quartett mit den Proben für die auf den 21. März 1826 terminierte Uraufführung. Schon bald berichtete Karl Holz dem Komponisten: „Es wird alles leicht gehen, die Fuge ausgenommen. Die Cantilene (in der Cavatina) ist das leichteste, abgesehen vom Vortrage, aber das ist Schuppanzighs Sache. Mylord bittet, in der Cavatine nichts zu ändern“. Nachdem Beethoven angesichts der spielerischen Schwierigkeiten widerstrebend bedingtes Entgegenkommen zeigte, beschäftigte sich Schuppanzigh eingehend mit der Fuge.
Ursprünglich war das Quartett zum Verkauf an den Berliner Verleger Adolf Martin Schlesinger bestimmt, ging jedoch im Laufe des Januar 1826 für einen Preis von achtzig Dukaten an Mathias Artaria in Wien, der es ein halbes Jahr später mit Stimmen und Partitur (noch mit dem ursprünglichen Fugenfinale) erstmals veröffentlichte.
Im März tat sich das Schuppanzigh-Quartett immer noch schwer mit der Fuge, so dass eine Woche vor der Uraufführung eine Probe unter Beethovens Aufsicht in dessen Wohnung angesetzt wurde: „Mittwoche um 7 Uhr Abends wird das Beethovensche Leibquartett mit Trommeln und Pfeifen in den Höhen von Schwarzspanien aufmarschiren und manoeuvriren“. Über diese Probe berichtete Karl Holz: „Beethoven saß […] zwischen Schuppanzigh und mir, denn die hohen Töne trafen noch sein Ohr, während er die tiefen nicht mehr hörte. Beethoven gab die Tempi an, die Ritardandos usw., spielte uns auch einzelne Stellen auf dem Klavier vor. […] Schuppanzigh hatte manchmal einen harten Kampf mit Schwergriffen der 1. Violine, worüber Beethoven in ein homerisches Gelächter ausbrach“.
Bei der Uraufführung, während der neben dem Quartett auch einige leichtere Stücke, u. a. Beethovens Kunstlied „Adelaide“, erklangen, waren nur der 2. und der 4. Satz des Quartetts erfolgreich; sie mussten sogleich wiederholt werden. Karl Holz berichtet von der verärgerten Reaktion des bei der Uraufführung nicht anwesenden Beethoven: „Beethoven erwartete mich nach der Aufführung im nächstgelegenen Gasthaus. Ich erzählte ihm, daß die beiden [Mittel-]Stücke wiederholt werden müssen. ›Ja!‹, sagte er hierauf ärgerlich, diese  Leckerbissen! Warum nicht die Fuge?‹ “. Karl Holz hielt das Quartett Nr. 13 für das bedeutendste der drei Golizyn-Quartette, woraufhin Beethoven entgegnete „Jedes in seiner Art!“.
Die Fuge stieß jedoch sofort auf einstimmige Ablehnung. Dementsprechend schrieb die Allgemeine musikalische Zeitung:

„Der erste, dritte und fünfte Satz sind ernst, düster, mystisch, wohl auch mitunter bizarr schroff und capriciös; der zweyte und vierte voll von Muthwillen, Frohsinn und Schalkhaftigkeit […] Mit stürmischem Beifall wurde die Wiederholung beyder Sätze verlangt. Aber den Sinn des fugirten Finale wagt Ref. nicht zu deuten: Für ihn war es unverständlich, wie Chinesisch.“

Verleger Mathias Artaria – der in keiner Beziehung zur Firma Artaria & Comp. stand – hatte es sich zum Ziel gesetzt, eine besonders beeindruckende Ausgabe des Quartetts mit elegant gestochenem Notentext und im Großformat herzustellen; auch zur Erstellung des Titelblattes wurde der Kupferstecher sorgfältig ausgesucht. Karl Holz initiierte und pflegte den Kontakt zwischen Beethoven und dem Verleger und kümmerte sich um die Fehlerkorrektur, indem er Korrektur las und das Quartett gemeinsam mit seinen Kollegen aus dem Schuppanzigh-Quartett mehrmals durchspielte.
Genauso entstand recht früh auf Artarias Vorschlag hin eine Klavierfassung der Fuge; diese wurde von Beethoven nach Vollendung des Streichquartett Nr. 14 (cis-Moll) op. 131 erstellt, nachdem ihm die vom Pianisten Anton Halm angefertigte Klavierfassung missfallen hatte.

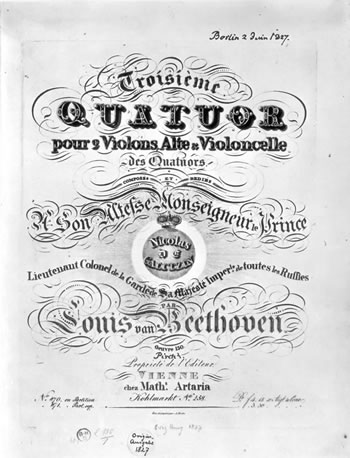
Titelblatt des Streichquartetts op. 130 bei seiner Berliner Veröffentlichung am 2. Juni 1827

In dieser Phase sah sich Beethoven durch die negative Reaktion auf die Fuge veranlasst, diese ein halbes Jahr später separat als „Große Fuge B-Dur“ zu veröffentlichen und ein neues Finale für op. 130 zu komponieren. Letzteres geschah während Beethovens Aufenthaltes auf dem Gut seines Bruders Johann van Beethoven in Gneixendorf; das neue Finale war neben dem Streichquartett Nr. 16 (F-Dur) op. 135, das Beethovens letzte Komplettkomposition werden sollte, die letzte Arbeit des Komponisten vor seinem Tod. Zur Neukomposition des Finales ermutigt wurde Beethoven von Karl Holz, der noch vor Beethovens Abreise nach Gneixendorf sagte: „In einer Stunde sind Sie fertig“. Auch mit dem neuen Finale wäre op. 130 immer noch „ein Quartett von Beethoven, und den Verleger kostet die Auflage nicht so viel“; außerdem würde es „mehr Geld“ bringen.
Die Wiener Erstausgabe des Streichquartetts op. 130 (mit dem neue Finale) erfolgte am 10. Mai 1827, kurz nach Beethovens Tod, durch Mathias Artaria gemeinsam mit der „Großen Fuge“ als op. 133 sowie deren Klavierbearbeitung (op. 134). Am 2. Juni 1827 folgte die Erstveröffentlichung in Berlin.
Mit dem neuen Finale wurde das Quartett in den ersten 50 Jahren nach seiner Entstehung 214 Mal aufgeführt, wie eine Statistik des Kardiologen und Amateurquartettisten Ivan Mahaim ergab. Die „Große Fuge“ dagegen erlebte in diesem Zeitraum lediglich 14 Aufführungen.
Die Cavatine ist eines von mehreren Musikstücken, die auf der Voyager Golden Record aufgenommen wurden. Die Voyager Golden Record wurde an der 1977 gestarteten Raumsonde Voyager 2 in der Hoffnung angebracht, dass eines Tages außerirdische Lebensformen durch die Raumsonde von der Existenz der Menschen erfahren.
Der Autograph des Quartetts befindet sich an mehreren Orten verteilt: Der erste Satz wird in der Biblioteka Jagiellońska aufbewahrt, der zweite Satz in der Library of Congress in Washington, D.C., der dritte Satz in der Pariser Bibliothèque nationale de France, der vierte Satz im Mährischen Landesmuseum des Musikhistorischen Instituts in Brünn, der fünfte und sechste Satz wiederum in der Staatsbibliothek Preußischer Kulturbesitz zu Berlin.